# Farchet
Farchet ist ein Stadtteil der Stadt Wolfratshausen im oberbayerischen Landkreis Bad Tölz-Wolfratshausen.

## Lage
Der Ort liegt südöstlich direkt anschließend an die Kernstadt Wolfratshausen. Am westlichen Rand verläuft die B 11 und am südlichen Rand der Loisach-Isar-Kanal. Östlich fließt die Isar und verläuft die St 2073, südöstlich erstreckt sich das 372 ha große Naturschutzgebiet Pupplinger Au.

## Sehenswürdigkeiten
In der Liste der Baudenkmäler in Wolfratshausen ist für Farchet kein Baudenkmal aufgeführt.